# Ballota pseudodictamnus

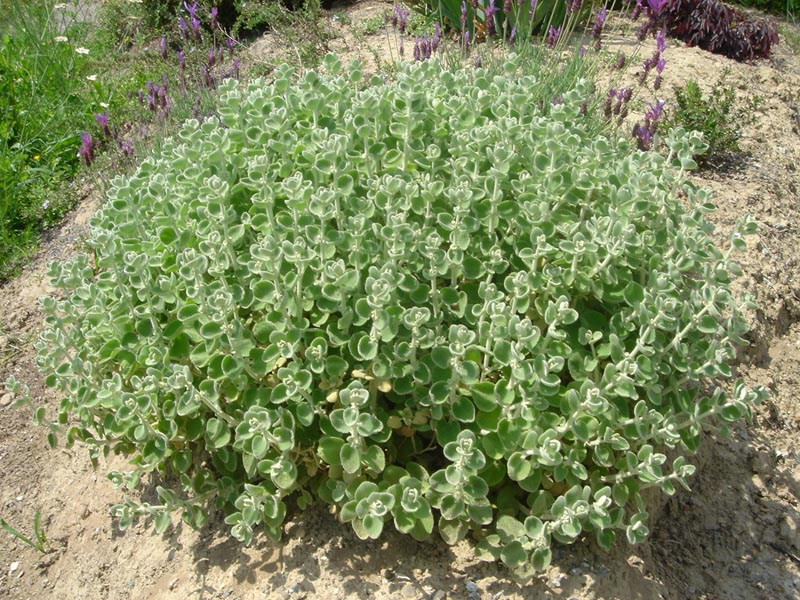
Visió de la planta

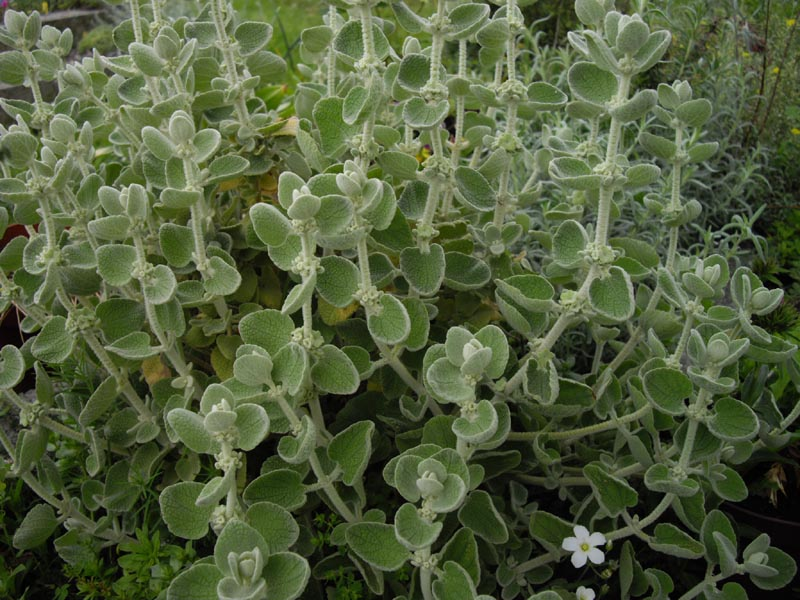
Detall de les branques

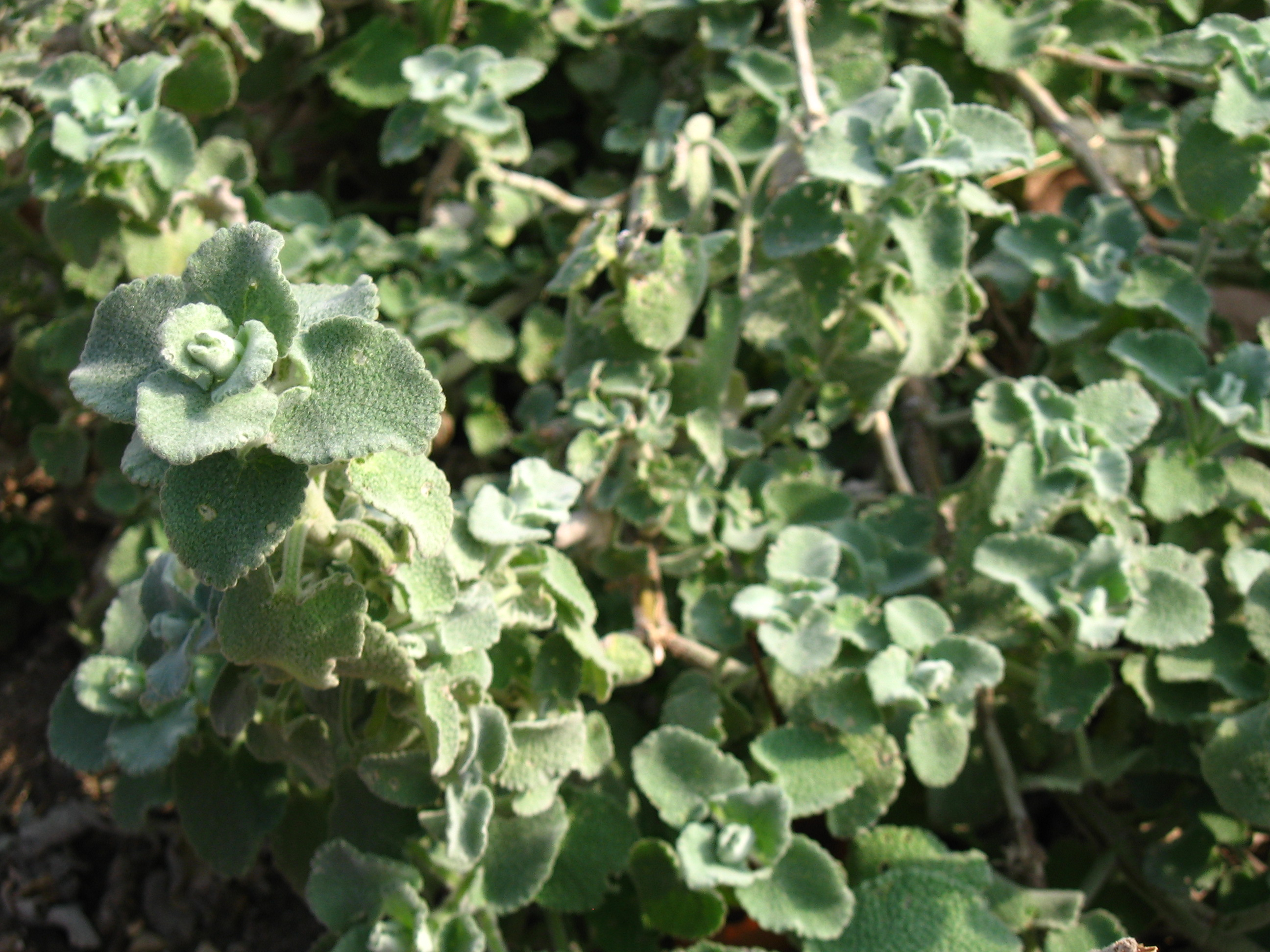
Detall de les fulles

Ballota pseudodictamnus és una espècie de planta de la família de les Lamiàcies que és endèmica de la Mediterrània Oriental. És un matoll perenne que es troba sobre sòls alcalins, essent propi de llocs assolellats i poques vegades pateix danys a l'hivern (resistent a 10 °C).